# Пуніша Рачич
Пуниша Рачич (серб. Пуниша Рачић; 12 липня 1886, Беране, Чорногорія — 15 жовтня 1944, Белград) — чорногорський політик, серб за національністю, депутат югославського парламенту від Народної радикальної партії. Від його рук загинули відомі хорватські політики, представники Хорватської селянської партії, противники об'єднання з сербами в єдину державу — Павле Радич, Джуро Басаричек, смертельно поранений Степан Радич, поранені Іван Пернар і Іван Гранджа.

## Молодість
Народився 12 липня 1886 року в населеному пункті Слатіна у володіннях Османської імперії (нині — чорногорській громаді Андрієвиця). У 1903 році переїхав у Белград. За деякими даними, ще у 1903—1904 роках вступив до товариства «Чорна рука», безуспішно притягувався чорногорською юстицією до кримінальної відповідальності за звинуваченням у змові проти династії, був заочно засуджений у Чорногорії до смертної кари. У 1911 році призваний на строкову службу в армію Королівства Сербія. Учасник Балканських воєн. Після закінчення Першої Балканської війни брав участь в «умиротворенні» Вардарської Македонії та Косово, що увійшли до складу Королівства Сербія. У той час ходили чутки про те, що він неодноразово допускав перевищення своїх повноважень. Учасник Першої світової війни, під час австро-угорської окупації Чорногорії учасник антиавстрійської партизанської боротьби. Після Першої світової війни, вступив у Народно-Радикальну партію (сербську).

## Вбивство хорватських депутатів

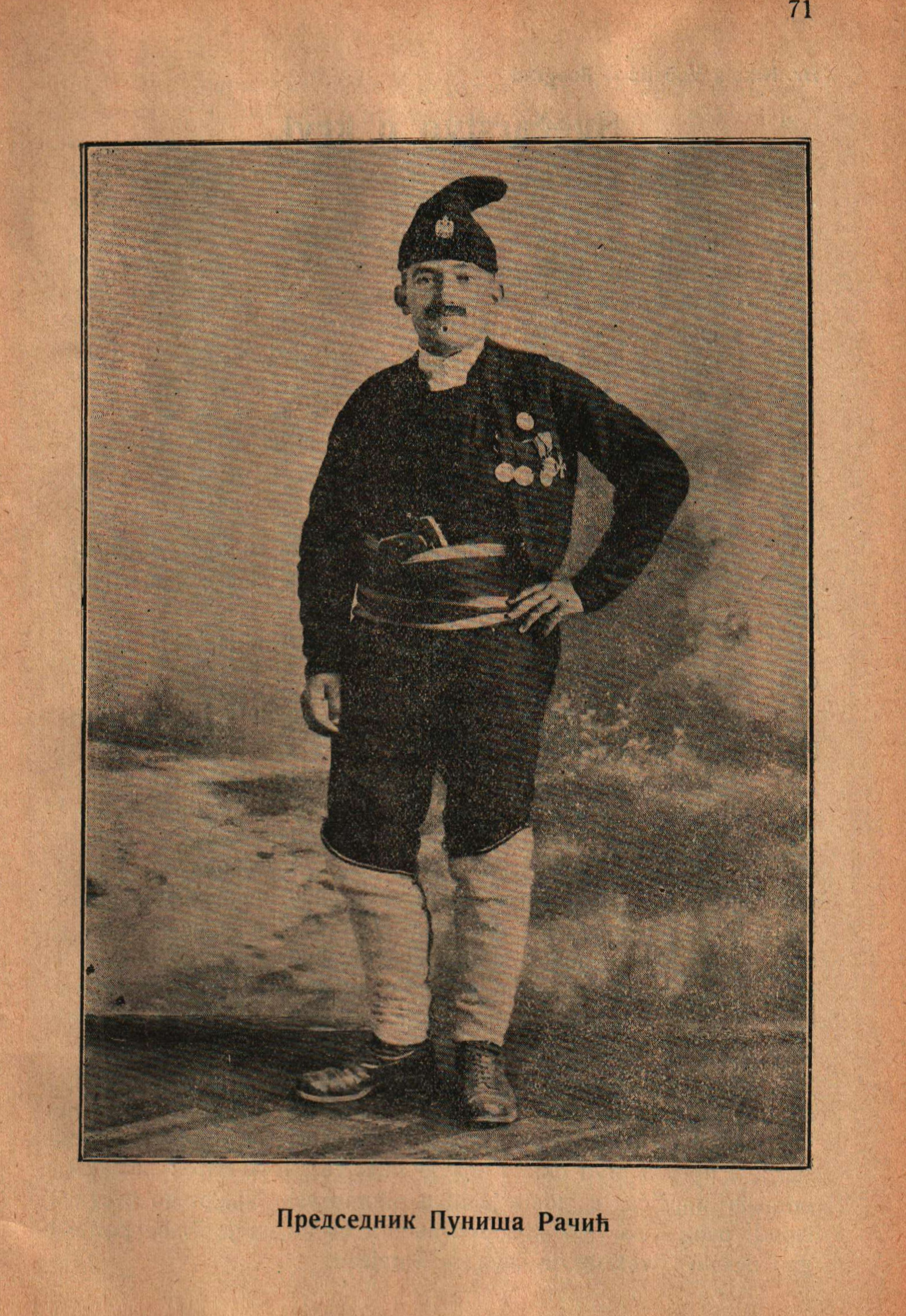
Пуніша Рачич, 1926

У вересні 1927 року обраний до югославського парламенту від радикалів.
19 червня 1928 року хорватський парламентарій, лідер Селянської партії Степан Радич виступив із нападками на прихильників уряду за те, що ті були відсутні під час дебатів і поверталися лише під час голосування, обізвавши їх. Рачич та інший радикал Тома Попович гнівно відреагували, накинувшись на нього з кулаками; коли їх відтіснили, Рачич кричав, що Радич ще отримає своє.
На парламентському засіданні на наступний день 20 червня хорват Любомир Маштович виголосив промову з протестом проти загроз смертю, які вигукували Тома Попович і Рачич на адресу Радича, і зауважив, що голова парламенту Нінко Перич ніяк не відреагував на ці погрози. Наступним виступив Тома Попович, але не відмовився від своїх попередніх слів, а навпаки, заявив: «якщо ваш лідер, Степан Радич, який ганьбить хорватський народ, продовжить свої образи і далі, я гарантую, що його голова впаде тут». Коли Тома Попович закінчив свою промову, що викликала обурення в опозиції, Нінко Перич оголосив 5-хвилинну перерву й вийшов із залу в міністерську кімнату, а слідом за ним вийшов Рачич.

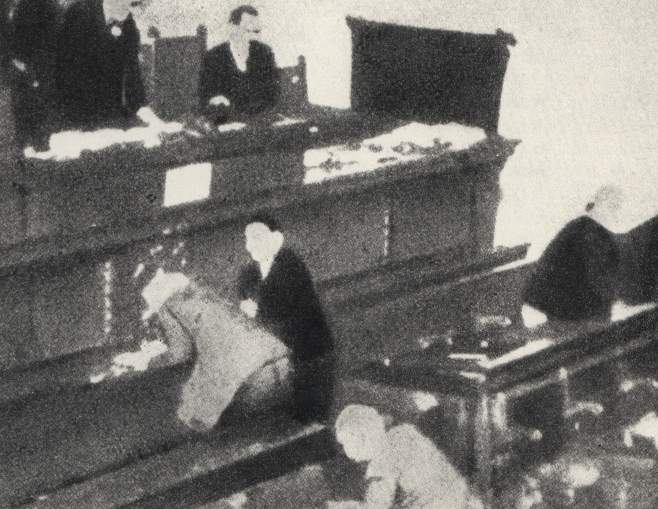
Стрілянина у парламенті 20 червня 1928 року

Коли Нінко Перич знову відкрив засідання, він дав слово Рачичу. Промова Рачича викликала бурхливу реакцію опозиційної коаліції селянської партії та демократів, однак Радич зберігав мовчання протягом всього засідання. Нарешті Рачич заявив: «Я теж проливав кров за мою країну!». Коли він повернувся на свою лаву, Іван Пернар голосно відповів: «Скажи нам, скільки ти пролив, ми заплатимо тобі золотом!». У цей момент Рачич встав із місця, підійшов до трибуни й вийняв револьвер. «Всякий, хто встане між мною й Пернаром, помре!», вигукнув він. Перич оголосив засідання закритим і швидко пішов. Після цього Рачич застрелив Пернара, потім вистрілив у Степана Радича. Перша куля потрапила в руку Гранди, який намагався закрити Радича, а друга потрапила Радичу в живіт. Обидва впали. Потім Рачич прицілився в Світозара Прибічевича, але той пригнувся, і замість нього Рачич попав у Джуро Басаричека, який біг вперед. Павле Радич теж вибіг вперед із криками: «Боже, що ти робиш!» Коли Павле повернувся до Степана Радича, Рачич крикнув «Саме тебе я шукав» і вистрілив йому в бік, після чого зробив ще два постріли й пішов, припускаючи, що Пернар і Радич мертві.
Саме це політичне вбивство, з його наслідками, сприяло введенню в Югославії монархічної диктатури в січні 1929 року.

## Почесний арешт
Через деякий час Рачич сам здався поліції й був заарештований. Суд неодноразово відкладався, і почався лише після того, як 8 січня 1929 р. король Олександр I Карагеоргієвич розпустив парламент і проголосив свою диктатуру. До того часу опозиційні депутати, включаючи двох вцілілих після стрілянини в парламенті, вирішили бойкотувати суд. Рачич був визнаний винним, але засуджений до двадцятирічного домашнього арешту в Пожареваці, який він відбував у вельми комфортних умовах. Він був остаточно звільнений 27 березня 1941 року. Тома Попович і ще один його ймовірний спільник були повністю виправдані.

## Кара
Протягом майже всієї Другої світової війни Рачич вів спокійне приватне життя. Був заарештований югославськими партизанами 1 жовтня 1944 року та засуджений, за деякими даними, військовим судом до смертної кари. Формально його справа була із порушенням юридичних норм, оскільки його вдруге судили за скоєння одного й того ж злочину. Впевненості в дотриманні будь-яких процесуальних норм у справі Рачича не може бути, документи суду відсутні, як і точна вказівка місця й часу страти. Вирок привели у виконання в ніч на 15 жовтня 1944 року